# TT7
| r · a | N5 · Z1 | ms | s |

| r · a | N5 · Z1 | ms | s |

A TT7 a Nílus nyugati partján a thébai nekropolisz Dejr el-Medina falujában található a mai modern Luxor városával szemben. A sír tulajdonosa Ramosze, Amenemhab és Kakai fia, aki a XIX. dinasztia, II. Ramszesz uralkodása alatt volt az Igazság helyének írnoka. Felesége Mutemwia, fia Kenhirkhopsef.
A kis sír egy előudvarból és egy belőle nyíló kápolnából áll, melynek díszített falain I. Amenhotep, Ahmesz-Nofertari, Horemheb és IV. Thotmesz alakja is feltűnik, valamint egy másik ábrázoláson II. Ramszesz Paszer vezír kíséretében mutat be áldozatot a thébai triád, Ámon, Mut és Honszu előtt.
Ramosze számára a nekropoliszban még két másik sír is készült, a TT212 és a TT250.